# Pink Panthers
Pink Panthers is de naam die Interpol heeft gegeven aan een internationaal opererende bende juwelendieven met wortels in de Balkan. De naam is afgeleid van The Pink Panther, een reeks komische misdaadfilms die ook andere criminelen inspireerde.
De Pink Panthers zijn verantwoordelijk voor meer dan honderdvijftig, zeer tot de verbeelding sprekende, brutale roofovervallen in meer dan twintig landen over de hele wereld, die zelfs door criminologen als hoogstandjes worden gezien.
Sommige specialisten gaan ervan uit dat de groep in totaal meer dan 500 miljoen dollar heeft buitgemaakt bij overvallen in Dubai, Zwitserland, Japan, Frankrijk, Liechtenstein, Duitsland, Luxemburg, Spanje, Nederland en Monaco. De Pink Panthers worden ook verantwoordelijk gehouden voor de overval op de Parijse juwelierszaak Harry Winston op 9 december 2008. De overvallers gingen er toen vandoor met juwelen ter waarde van ruim 80 miljoen euro.
Interpol gaat ervan uit dat de groep bestaat uit 200 leden afkomstig uit Niš in het zuiden van Servië, terwijl andere bronnen uitgaan van ten minste 60 leden, van wie de helft waarschijnlijk afkomstig is uit Montenegro.

## Overvallen
Bij een overval op een juwelierszaak in de wijk Mayfair in Londen in 1993 werd een diamant van 500.000 pond buitgemaakt. De bende verstopte de diamant in een pot gezichtscrème, een truc die ook te zien is in de film The Pink Panther uit 1963.
De bendeleden staan ook bekend om hun gedurfde ontsnappingen en inbraakmethoden. In 2005 overvielen zij een juwelierszaak in Saint-Tropez gekleed in T-shirts met bloemetjesmotief, waarna ze in een speedboot ontsnapten. In 2008 reden acht bendeleden twee limousines door een winkelruit in Dubai om er met acht miljoen pond aan horloges en edelstenen vandoor te gaan. In hetzelfde jaar gingen vier bendeleden tijdens een overval op een juwelier in Parijs gekleed als vrouw. Ze maakten zich uit de voeten met goederen ter waarde van 60 miljoen pond.
De leden van de Pink Panthers zijn hoogstwaarschijnlijk ook verantwoordelijk voor de overval op The European Fine Art Fair in Maastricht in 2022.

## Arrestaties
In 2005 werden in Belgrado twee mannen en één vrouwelijk bendelid gearresteerd. Een Servische rechtbank veroordeelde hen in oktober 2007 tot gevangenisstraf voor de diefstal van een diamanten halsketting ter waarde van vele miljoenen euro's uit een chique juwelierswinkel in Tokio in maart 2004, toentertijd de grootste juwelenroof die Japan ooit gekend had. De bendeleider kreeg zeven jaar gevangenisstraf, de andere twee kwamen er met een lichtere celstraf vanaf.
In 2008 werden drie bendeleden uit Servië door een rechtbank in Chambéry schuldig bevonden aan overvallen gepleegd in Biarritz, Cannes, Courchevel en Saint-Tropez. Twee van hen werden veroordeeld tot gevangenisstraf: de één kreeg tien jaar en de ander zes.
In maart 2009 arresteerde de Cypriotische politie een vermeend bendelid uit Montenegro, Rifat Hadziahmetovic, die met een vervalst Bulgaars paspoort reisde. Hadziahmetovic werd gearresteerd op verdenking van betrokkenheid bij een overval op Tenerife in 2008.
In juni 2009 arresteerde de Franse politie in Monte Carlo nog eens drie bendeleden, onder wie mogelijk ook de voortvluchtige leider van de Pink Panthers, Dragan Mikić, die op een lijst van meestgezochte criminelen stond omdat hij enkele jaren eerder met behulp van een ladder uit de gevangenis was ontsnapt. Hij was hierbij geholpen door handlangers, die met een kalasjnikov de gevangenis onder vuur namen.